# Suite en ut majeur (Bonis)
La Suite en ut majeur, op. 114, est une œuvre de musique de chambre de la compositrice Mel Bonis, datant de 1926.

## Composition
Mel Bonis compose sa Suite en ut majeur pour piano et violon en 1926. Il existe deux manuscrits daté de cette époque. Les titres ont été plusieurs fois remaniés, le premier étant d'abord appelé Jour de fête a ensuite été renommé sur l'un des manuscrits Jour de fête [ou la fête au village], de la main de Jeanne Domange. Le second titre s'est d'abord appelé Églogue, avant d'être barré et renommé Idylle ou Sous la Ramée, toujours de la main de Jeanne Domange. Enfin, le troisième titre porte la mention « Pas fameux ». L'œuvre est publiée pour la première fois à titre posthume aux éditions Furore en 2006.

## Structure
L'œuvre comporte trois mouvements :
1. Jour de fête
2. Idylle (ou Sous la ramée)
3. Cortège champêtre

## Analyse
La pièce fait partie des pièces de caractères composées par Mel Bonis. Elle possède une écriture qui se rapproche plus de celle de l'avant-garde musicale du début du XXe siècle, notamment celle de Gabriel Fauré et Claude Debussy. L'œuvre exploite la veine champêtre en faisant usage d'un langage modal. Le mouvement central dure cependant autant de temps que les deux mouvements qui l'encadrent. L'ensemble de la pièce se distingue par sa prodigalité thématique, ses recherches rythmiques, notamment dans les syncopes du premier mouvement, et ses recherches harmoniques, comme l'usage de la gamme par tons dans le mouvement central.

## Réception
La Suite en ut majeur est jouée pour la première fois en 1927, par Léon Zighera au violon et Marguerite Moreau-Leroy au piano. L'œuvre est alors jouée en même temps que son Quatuor avec piano no 2, ainsi que Salomé et Mélisande.

## Sources
- Étienne Jardin, Mel Bonis (1858-1937) : parcours d'une compositrice de la Belle Époque, 2020 (ISBN 978-2-330-13313-9 et 2-330-13313-8, OCLC 1153996478)